# Zarrentin am Schaalsee
Zarrentin am Schaalsee (fram till 2004 bara Zarrentin) är en stad i det nordtyska förbundslandet Mecklenburg-Vorpommern.
Staden ingår i kommunalförbundet Amt Zarrentin tillsammans med kommunerna Gallin, Kogel, Lüttow-Valluhn och Vellahn.

## Geografi
Zarrentin ligger i den västliga delen av distriktet Ludwigslust-Parchim vid gränsen till förbundslandet Schleswig-Holstein. Staden är belägen vid sjön Schaalsee, som ligger i Unescos biosfärområde Schaalsee. Sjön avvattnas av ån Schaale, som genomflyter Zarrentin i sydlig riktning.
I dag har Zarrentin sju ortsdelar, som är belägen runt sjön Schaalsee: Zarrentin, Neu-Zarrentin, Testorf, Boize, Lassahn, Bantin och Neuhof.

## Historia
Under 1000-talet fanns en slavisk ort, som kallades  ”Zarnethin” på Zarrentins nuvarande stället.  Orten blev tysk under 1100-talet och omnämns första gången 1194. Fram till 1223 tillhörde orten grevskapet Ratzeburg, men därefter tillföll orten furstendömet Schwerin och blev en del av hertigdömet Mecklenburg-Schwerin 1358.
År 1246 grundades ett cistercienskloster (nunnekloster) av de grevarna av Schwerin i Zarrentin, som sekulariserades efter den tyska reformationen 1552.
Mellan 1733 och 1766 förpantade den mecklenburgska hertigen amtet Zarrentin till kurfursten av Hannover.
1896 anslöts Zarrentin till järnvägslinjen Hagenow-Bad Oldesloe (kallad: Kaiserbahn), vilken bestod fram till 1945. Efter den tyska delningen lades delen mellan Zarrentin och Västtyskland ned. Sträckan mellan Zarrentin och Hagenow drevs fram till 2000.
År 1938 fick orten sina stadsrättigheter.

### Zarrentin efter 1945
Efter andra världskriget hämmades Zarrentins näringslivet mycket av stadens läge vid den inomtyska gränsen.
Under DDR-tiden slogs de dåvarande oberoende orterna Boize (1957) och Testorf (1974) samman med Zarrentin.
Efter den tyska återföreningen sammanlades staden Zarrentin med orterna Lassahn, Bantin och Neuhof (2004), som är belägen runt sjön Schaalsee. Sedan kallas staden Zarrentin am Schaalsee (svenska: Zarrentin vid sjön Schaalsee).

### Befolkningsutveckling
Befolkningsutveckling  i Zarrentin am Schaalsee
Källa:,

## Kommunikationer
Förbundsvägen B 195 (tyska: Bundesstraße), som går till Wittenberge, börjar i Zarrentin. Genom förbundsvägen har staden anknytning till motorvägen A 24 mellan Hamburg och Berlin.

## Sevärdheter
- Unesco biosfärreservat Schaalsee
- Kloster Zarrentin

## Galleri

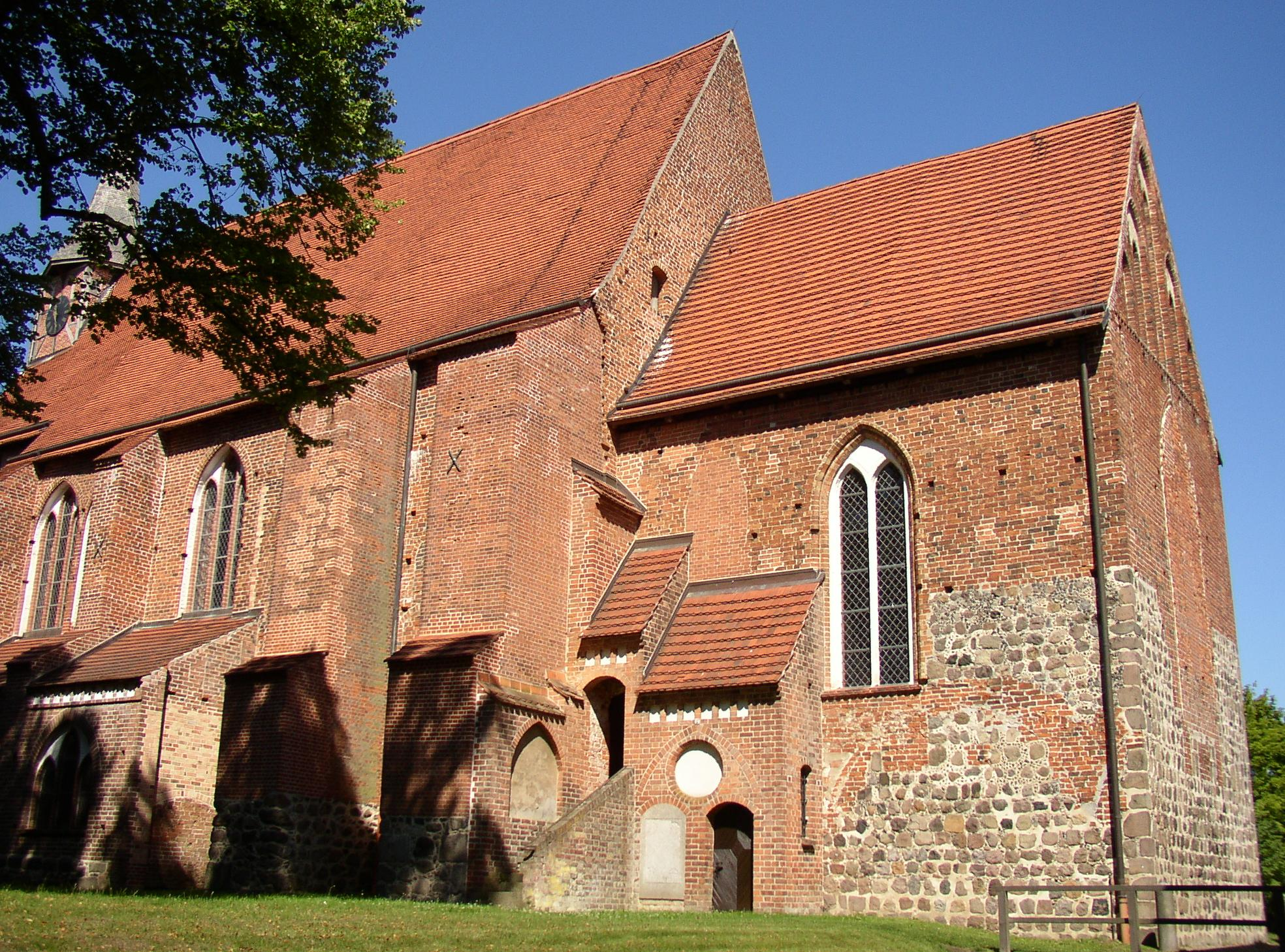
Klosterkyrkan i Zarrentin
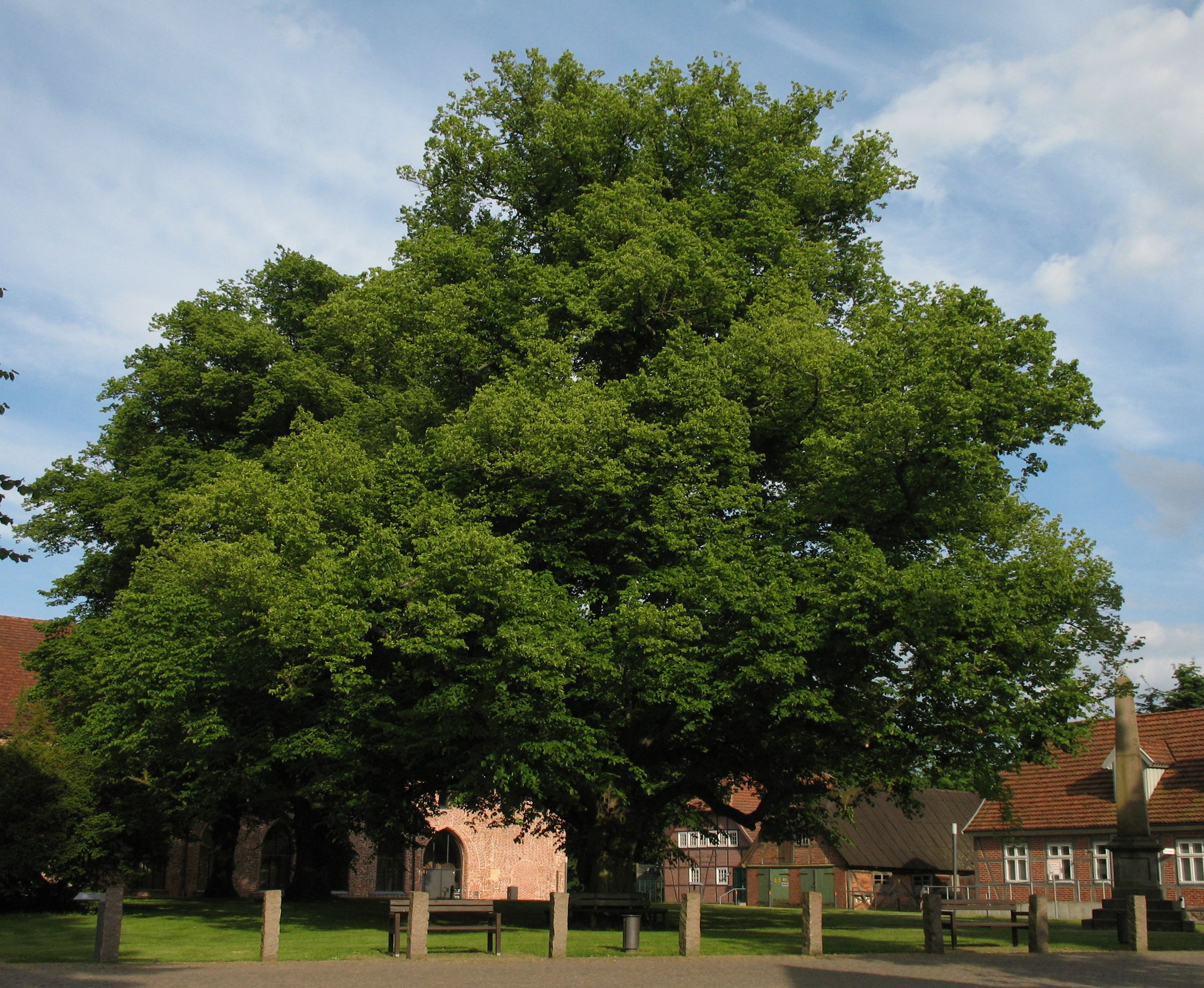
Tilia
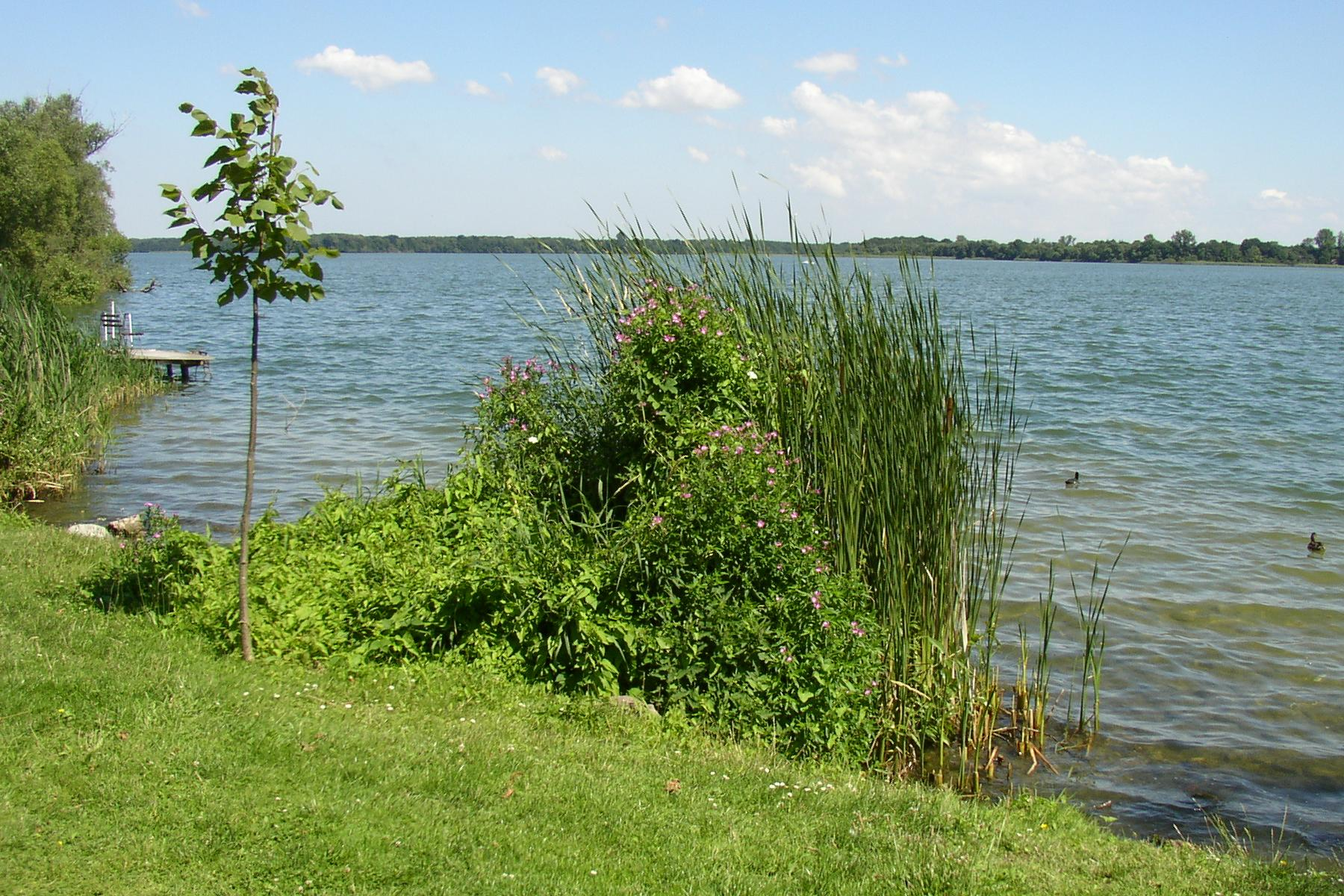
Sjön Schaalsee
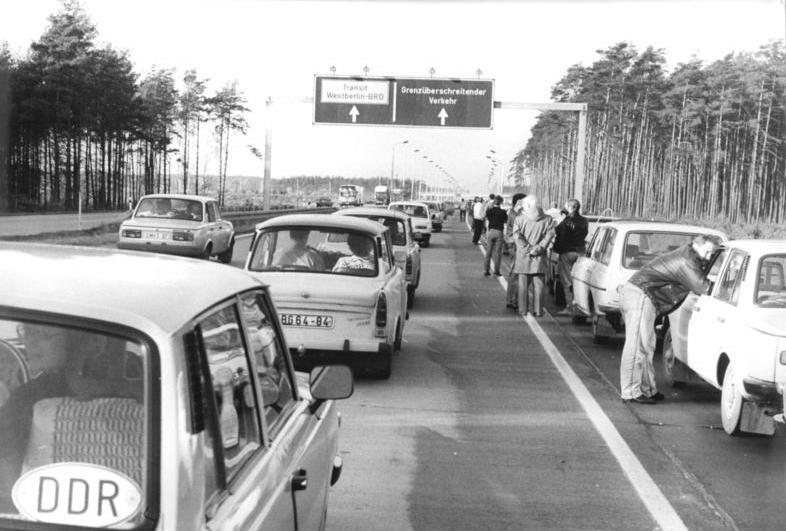
Inomtyska gränsen vid A 24 nära Zarrentin (november 1989)